# Progetto Mielina
Il Progetto Mielina, o Myelin Project, è una fondazione internazionale senza fini di lucro, che ha lo scopo di finanziare la ricerca sulle malattie rare, neurologiche e demielinizzanti. L'obiettivo che si propone è quello di trovare il sistema di ricostruire la guaina mielinica del sistema nervoso persa a causa di malattie ereditarie, come le leucodistrofie, o acquisite, come la sclerosi multipla. Le malattie in cui avviene la distruzione della mielina colpiscono nel mondo oltre 1 milione di persone l'anno con effetti devastanti.
Il Progetto Mielina è stato fondato nel 1989 da Augusto Odone e dalla moglie Michaela Teresa Murphy, che per trovare una cura per il figlio, Lorenzo Odone, affetto da adrenoleucodistrofia, crearono una miscela di trigliceridi, il cosiddetto olio di Lorenzo, in grado di bloccare la progressione della malattia.
"L'olio di Lorenzo", il film interpretato da Susan Sarandon e Nick Nolte, ne racconta la storia. La canzone Lorenzo di Phil Collins (dall'album Dance into the Light) è dedicata alla vita di questo ragazzo.
La fondazione ha sede ad Amarillo, Texas, ed in Austria, Francia, Canada, Germania, Gran Bretagna, Svizzera, Dubai e Italia.